# La tarde de todos
La tarde de todos fue un programa de televisión chileno de tipo familiar, producido y transmitido por La Red y conducido por la chilena-cubana Mey Santamaría y la chilena Constanza Roberts. El programa se emitió de lunes a viernes, a las 17:30. Fue estrenado el 2 de febrero de 2015 y finalizó el 10 de abril de 2015
Específicamente en cada episodio se conversará y discutirá sobre temas relacionados con la sociedad de hoy en día por 2 presentadoras.
La tarde de todos cesó sus emisiones el 10 de abril de 2015, debido a la poca audiencia del programa.

## Formato
Este dúo de presentadoras (Constanza Roberts y Mey Santamaría) en compañía de especialistas darán a los chilenos un espacio de conversación y reflexión de la sociedad que esta hoy en día.

## Equipo
- Conductoras:
  -  Constanza Roberts
  -  Mey Santamaría

- Panelistas:
  -  Blanche - Tarotista.

## Invitados
- Matías Oviedo.
- Juan Andrés Salfate.
- Claudio Valdivia
- Sabrina Sosa.
- Carlos Arancibia.